# Martin Klebba
Martin Klebba (Troy, 23 juni 1969) is een Amerikaans acteur en stuntman.
Klebba is vooral bekend als Marty uit de filmreeks Pirates of the Caribbean. Hij heeft een vorm van achondroplasie en heeft een lengte van 124 centimeter. Klebba is geboren en getogen in Troy (Michigan), waar hij ook de Athene High School heeft gevolgd. Hij begon zijn carrière in 1990 als terugkerende gast in The Howard Stern Show, waar hij de bijnaam kreeg 'Marty the Midget'. Later acteerde hij onder andere in de films Men in Black II, Cradle 2 the Grave, Van Helsing, Hancock en  Mirror Mirror waar hij ook verantwoordelijk was voor de stunts.
Klebba is in 2011 getrouwd met Michelle Dilgard en samen hebben ze een zoon en dochter.

## Filmografie

### Als acteur
- 2001: Planet of the Apes, als Monkey Grinders Pet
- 2001: Corky Romano, als Mini Bouncer
- 2001: How High, als Parry Guest
- 2002: Run Ronnie Run, als Music Video Doorman
- 2002: Big Fat Liar, als Kissing Bandit
- 2002: Death to Smoochy, als Rhinette / Krinkle Kid #3
- 2002: Men in Black II, als Family Child Alien
- 2002: Austin Powers in Goldmember, als Dancer
- 2003: National Security, als Security Guard
- 2003: Cradle 2 the Grave, als Fight Announcer
- 2003: Pirates of the Caribbean: The Curse of the Black Pearl, als Marty
- 2003: El Matador, als Me Too
- 2003: A Light in the Foterst, als Boar (monster)
- 2003: Looney Tunes: Back in Action, als Dancing Yosemite Sam
- 2003: The Hauted Mansion, als Happy Ghost
- 2004: Van Helsing, als Dwerger
- 2005: Americano, als Matador
- 2006: Pirates of the Caribbean: Dead Man's Chest, als Marty
- 2007: Pirates of the Caribbean: At World's End, als Marty
- 2007: Cougar Club, als Short Boss Man
- 2007: Sunny & Share Love You, als Jasper Johnson
- 2007: Carts, als Joe
- 2008: Meet the Spartans, als Happy Feet
- 2008: Hancock, als Convict
- 2008: Feast II: Sloppy Seconds, als Thunder
- 2009: Feast III: The Happy Finish, als Thunder
- 2009: American High School, als Principal Mann
- 2009: All's Faire in Love, als Count Le Petite
- 2010: Dark Crossing, als Grande
- 2011: Brando Unauthorized, als Mole
- 2012: Project X, als Angry Little Person
- 2012: Mirror Mirror, als Butcher (Grumpy)
- 2012: In the Gray, als Damian
- 2013: Movie 43, als Killer Chaun
- 2013: Oz the Great and Powerful, als Munchkin Rebel
- 2013: Blood Shot, als Marud
- 2013: All I Want for Christmas, als Calvin
- 2014: The Hungover Games, als Fruito
- 2014: The Bag Man, als Guano
- 2014: Monsters on Main Street, als Daniel Buckworth
- 2014: The Murders of Brandwine Theater, als Mr. O'Doul
- 2014: Left Behind, als Melvin Weir
- 2014: College Fright Night, als Gary the Security Guard
- 2015: Ted 2, als Chucky
- 2017: Pirates of the Caribbean: Dead Men Tell No Tales, als Marty
- 2025: Snow White, als Grumpy

### Als stuntman
- 2007: Epic Movie
- 2007: Evan Almighty
- 2008: Bedtime Stories
- 2009: Zombieland
- 2012: Savages
- 2015: Jurassic World